# Алан Гелфріч
Алан Бун Гелфріч (англ. Alan Boone Helffrich; нар. 7 серпня 1900 — пом. 3 лютого 1994) — американський легкоатлет, який спеціалізувався в бігу на короткі та середні дистанції.

## Із життєпису
Спеціалізувався в бігу на 800 метрів (880 ярдів), проте найбільший в кар'єрі успіх пов'язаний з бігом на 400 метрів.
Олімпійський чемпіон в естафеті 4×400 метрів (1924).
Ексрекордсмен світу в естафеті 4×400 метрів.
Чемпіон США з бігу на 880 ярдів (1921, 1922, 1925).
Випускник Пенсильванського університету (1927).
По закінченні спортивної кар'єри працював адміністратором на легкоатлетичних змаганнях у Нью-Йорку (1930—1955) та очолював, до кінця свого життя, Нью-Йоркське відділення Асоціації олімпійців США (англ. New York Chapter of the United States Olympians).

## Основні міжнародні виступи
| Рік  | Змагання         | Місто | Місце | Дисципліна |
| ---- | ---------------- | ----- | ----- | ---------- |
| 1924 | Олімпійські ігри | Париж | 1     | 4×400 м    |